# Wspólnota Gospodarcza Państw Afryki Środkowej
Wspólnota Gospodarcza Państw Afryki Środkowej (ang. Economic Community of Central African States – ECCAS, fr. Communauté Économique des États d'Afrique Centrale – CEEAC, hiszp. Comunidad Económica de Estados de África Central, CEAAC) – afrykańska organizacja międzynarodowa powstała w 1983 z inicjatywy Gabonu z połączenia dotychczasowej Unii Celnej i Gospodarczej Afryki Środkowej (UDEAC) i Wspólnoty Ekonomicznej Krajów Wielkich Jezior (CEPGL). W założeniu miała doprowadzić do utworzenia wspólnego rynku z ustaloną zewnętrzną taryfą celną i swobodą przepływu towarów, kapitału i osób w ciągu 12 lat od swego powstania. Destabilizacja polityczna i konflikty zbrojne ograniczyły możliwości współpracy, jednak stopniowa liberalizacja handlu w ramach organizacji postępuje.

## Członkowie
- Angola
- Burundi
- Czad
- Demokratyczna Republika Konga
- Gabon
- Gwinea Równikowa
- Kamerun
- Kongo
- Republika Środkowoafrykańska
- Wyspy Świętego Tomasza i Książęca